# Mariä Himmelfahrt (Ruhstorf an der Rott)

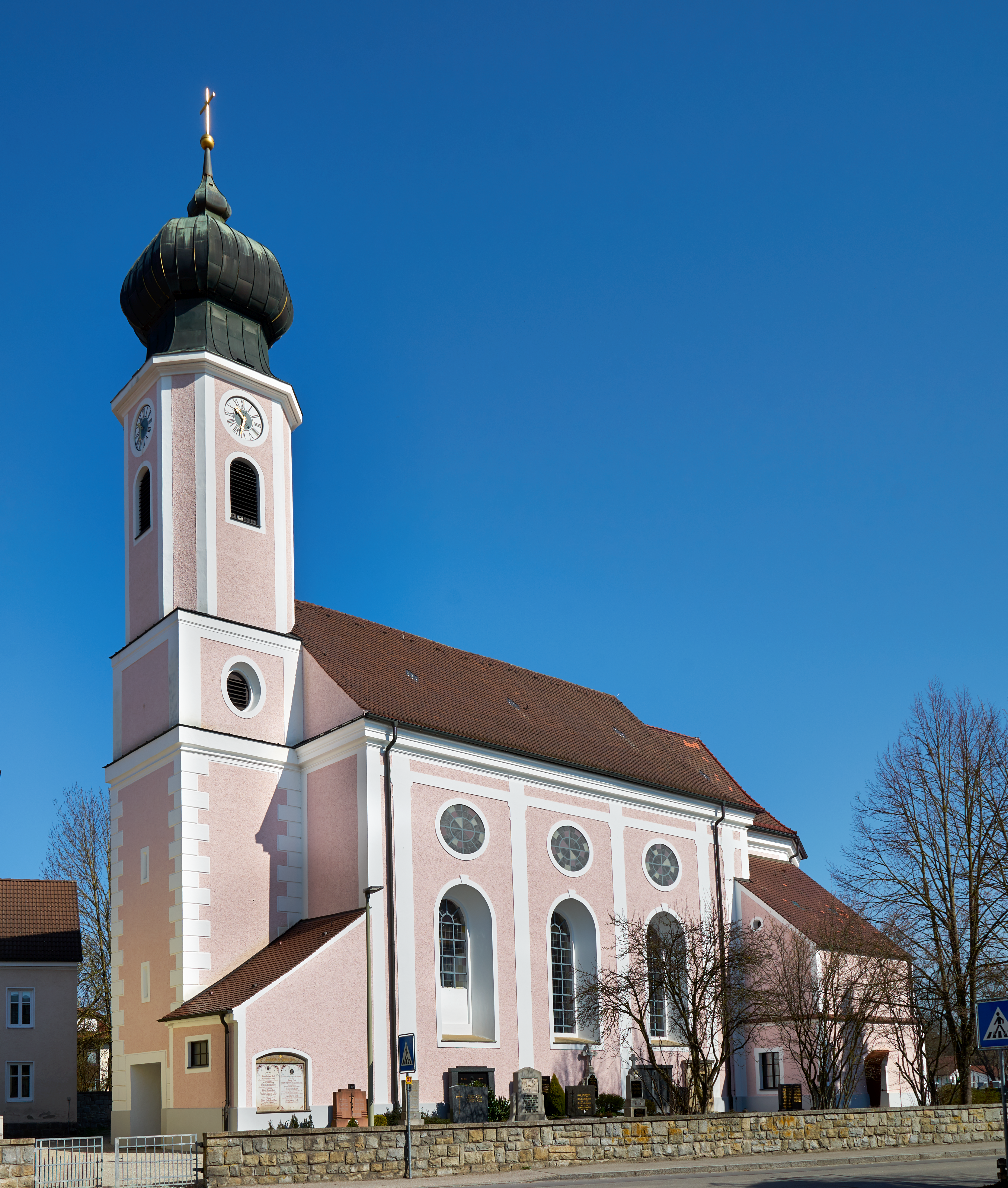
Mariä Himmelfahrt (Ruhstorf an der Rott)

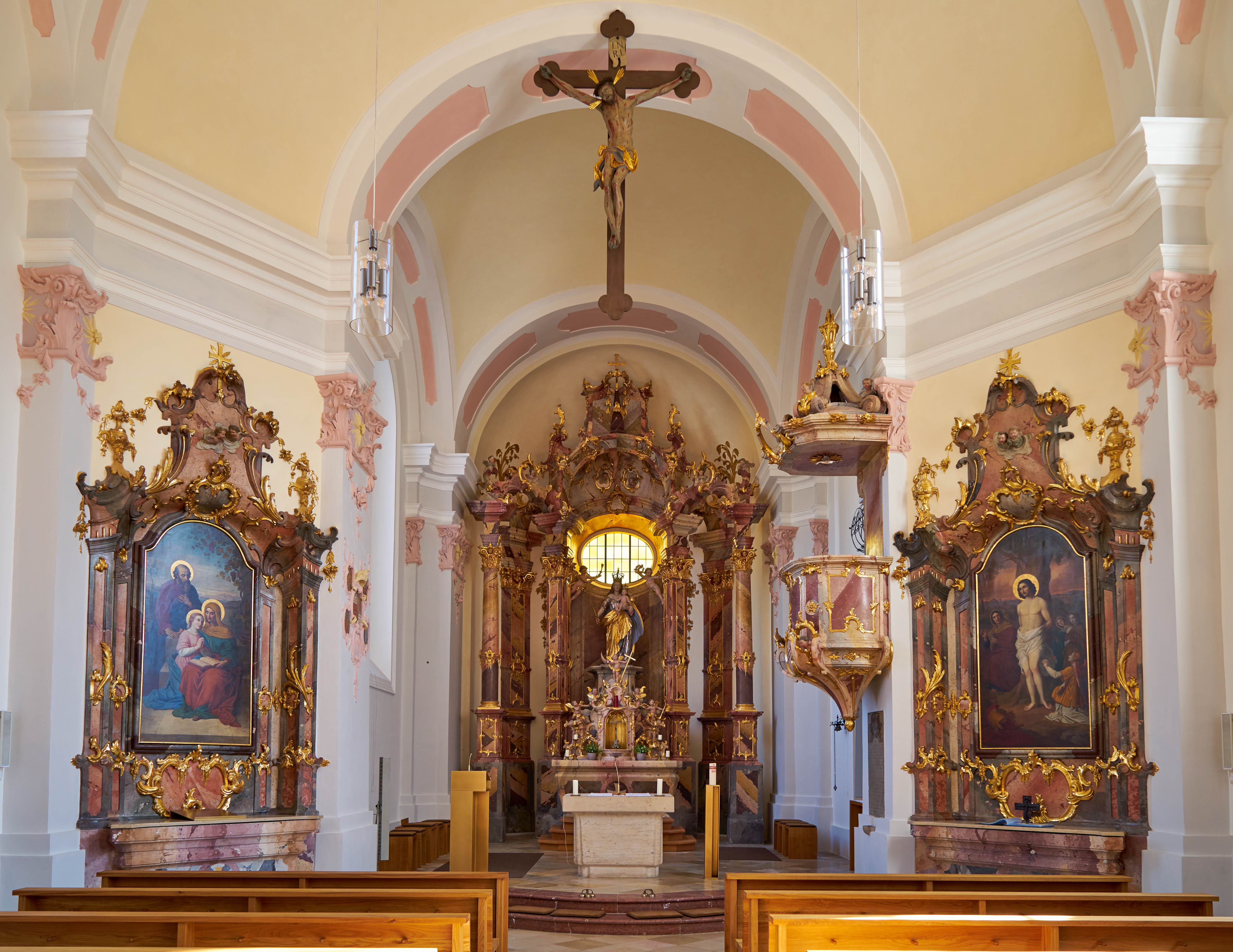
Innenansicht

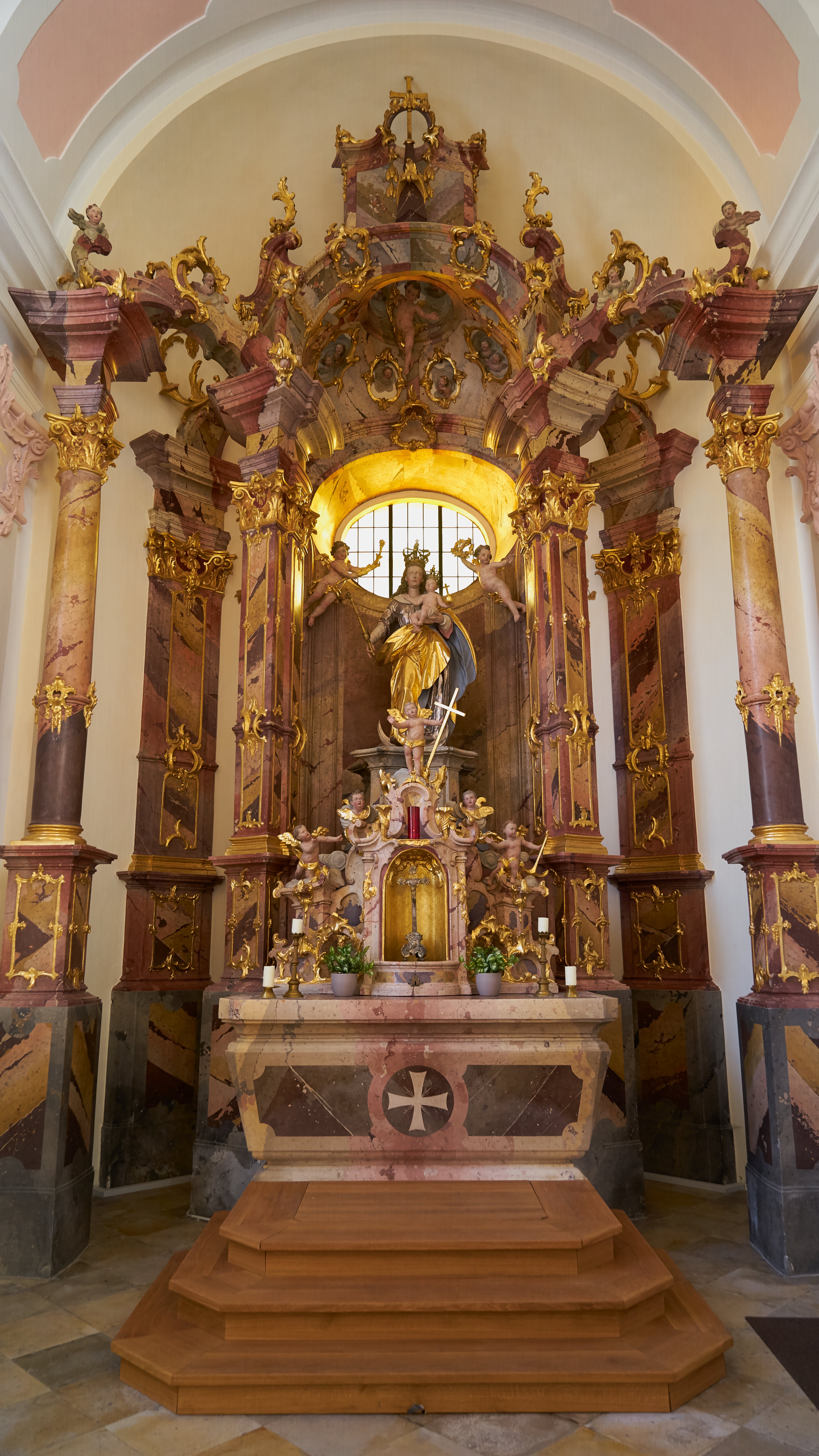
Hochaltar

Die römisch-katholische Pfarrkirche Mariä Himmelfahrt ist eine spätbarocke Saalkirche in Ruhstorf an der Rott im niederbayerischen Landkreis Passau. Sie gehört zum Pfarrverband Ruhstorf an der Rott im Dekanat Pocking des Bistums Passau. Sie wird zur Unterscheidung zum Kirchenneubau Christus der König von Hans Schädel aus den Jahren 1960–1962 auch Alte Pfarrkirche genannt.

## Geschichte und Architektur
Die Kirche ist ein Neubau aus den Jahren 1772–1776 unter Verwendung eines mittelalterlichen Turmunterbaus. Die Ausstattung wurde von Josef Narziß Modler aus Kößlarn geschaffen, die Altäre um 1780 und die Kanzel 1785. Eine Innenrenovierung wurde in den Jahren 1970/1971 vorgenommen.
Die Kirche besteht aus einem Saalbau von drei Achse, an den sich ein eingezogener einjochiger Chor mit trapezförmigem Schluss anschließt. Das Bauwerk hat außen eine Putzgliederung aus stilisierten Pilastern und Gebälk. Über den großen Rundbogenfenstern sind blinde Rundfenster angeordnet, die als Fenster bemalt sind. Der Turmoberteil ist mit abgeschrägten Ecken versehen und trägt eine frühklassizistische Haube.
Das helle Innere ist in einem Stil zwischen Spätbarock und Klassizismus gestaltet, Die Ostecken des Schiffes sind breit abgeschrägt. Das Schiff ist mit böhmischen Kappen zwischen feldergegliederten Gurten geschlossen, die über kräftigen Pilastern gespannt sind. Über den Fenstern sind schmale Seitengurte gezogen. Die Pilaster sind mit Rokoko-Kapitellen und Gebälkstücken versehen, die an den östlichen Schrägen durchgezogen sind. Der Chor ist durch verstärkte Mauern als selbständiges Joch mit abgeschrägten Ecken abgegrenzt. Im Osten ist das Bauwerk durch eine etwas eingezogene Apsis geschlossen, die Hängekuppel des Joches ist mit Gurten abgegrenzt und sitzt zwischen seitlichen, abgeschrägten Gurtbögen.

## Ausstattung
Der Altar und die Kanzel sind in Stuckmarmor ausgeführt und zeigen die Langlebigkeit des Rokoko in der zweiten Modler-Generation. Die Altäre haben eine lebendige Farbigkeit in Rot, Gelb und Grau bis Schwarz und sind mit vergoldetem Rocailledekor versehen. Die Kanzel weist demgegenüber eine hellere Farbigkeit auf.
Der Hochaltar ist in die Apsis eingefügt, die hinteren Teile sind mit dem Wandstuck verbunden. Der Altar wird von einem zweischaligen, voluminösen Baldachin bekrönt. Die Architektur ist entsprechend den Rocailleformen der Ornamentik angepasst. Auf einem Sockel steht eine wertvolle lebensgroße Marienfigur aus dem zweiten Viertel des 17. Jahrhunderts mit erneuerter Fassung. Sie wird von dem großen, gelb verglasten Rundfenster im Scheitel der Apsis beleuchtet. Über der Figur bildet der Baldachin eine durchbrochene Kuppel, die mit puttenbesetzten Wolken ausgestaltet ist.
Die Seitenaltäre sind an die leicht gemuldeten Schrägwände des Schiffes anstuckiert. Die Vertiefungen werden durch perspektivische Verzerrungen der Rahmen optisch betont. Die Gemälde sind spätnazarenisch erneuert.
Im Schiff sind Schnitzfiguren von Petrus und Paulus vom Anfang des 16. Jahrhunderts in handwerklicher Arbeit aufgestellt. An den Seitenwänden des Schiffes sind mehrere Rotmarmorgrabplatten aufgestellt, deren älteste aus dem Jahr 1440 stammt.
Die Orgel ist ein Werk von Becker und Hiendl aus dem Jahr 1939 mit 14 Registern auf zwei Manualen und Pedal.